# 마르얀누

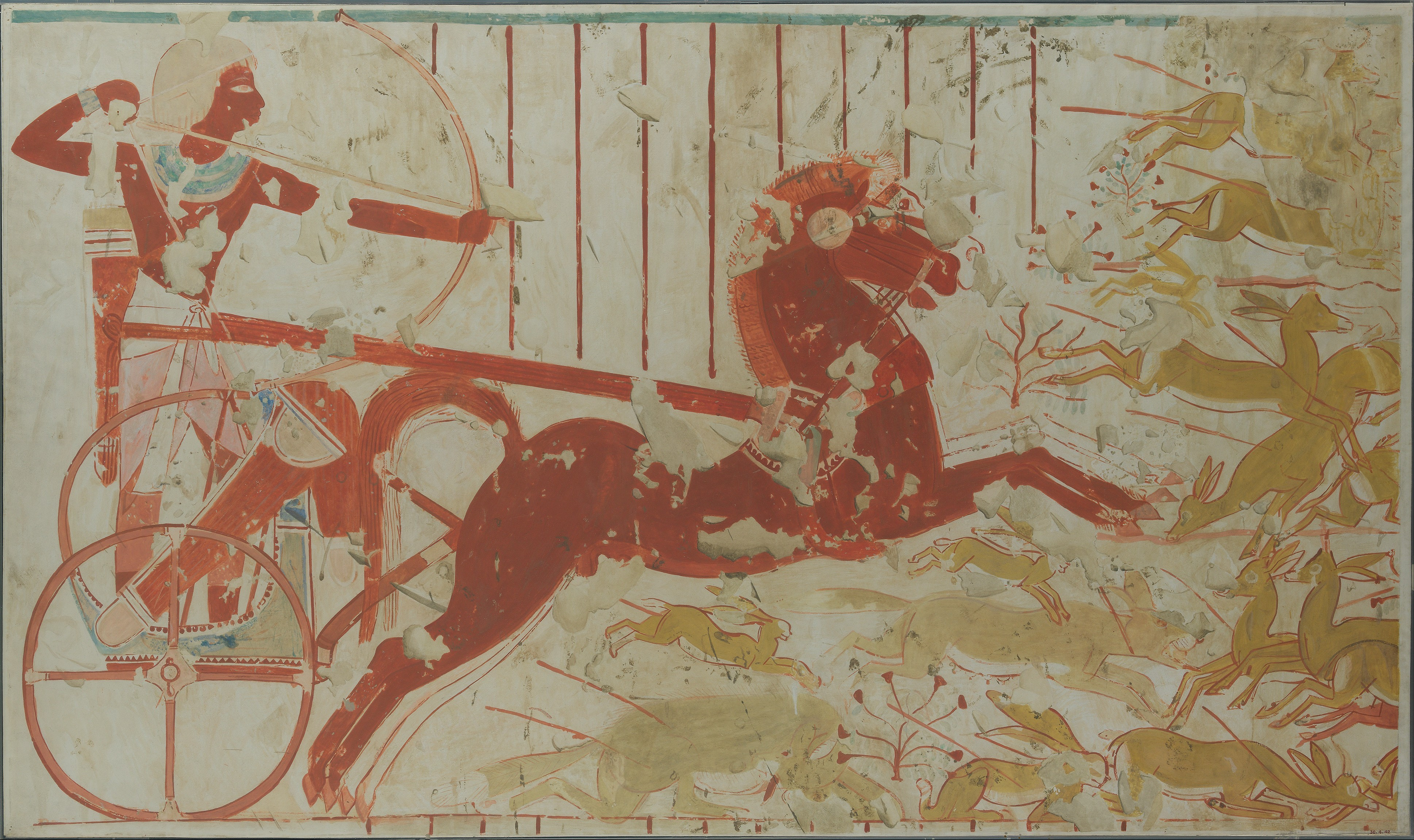
우세르헤트 무덤에서 발견된 마르얀누로 추정되는 인물

마르얀누는 청동기 시대 고대 근동의 많은 사회에서 존재했던 전차를 탄 세습 전사 귀족 계급이었다. 마르얀누는 후르리어화된 인도아리아어 단어로, 인도아리아어 어근인 márya에 후르리어 접미사 -nni를 붙여 "젊은이" 또는 "젊은 전사"를 의미한다. 언어학자 마틴 웨스트는 호메로스 서사시에 등장하는 인물인 메리오네스라는 이름이 마르얀누와 "동일하다"고 주장했다. 따라서 메리오네스는 미케네 이전 시기 시적 운율에서 마리오나스로 반영된 용어의 호메로스 그리스어 버전일 것이다.
이 용어는 하아피가 쓴 아마르나 문서에서 증명된다. 마르얀누의 대부분은 셈어와 후르리어 이름을 가지고 있었다.

## 더 읽어보기
- Abbas, Mohamed Raafat (2013). 《The Maryannu in the Western Desert during the Ramesside Period》. 《Abgadiyat》 8. 128–133쪽. doi:10.1163/22138609-90000015.
- Albright, W. F. (1930). 《Mitannian maryannu, " chariot-warrior ", and the Canaanite and Egyptian Equivalents》. 《Archiv für Orientforschung》 6. 217–221쪽. JSTOR 41661828.
- O'Callaghan, R. T. (1951). 〈New Light on the Maryannu as 'Chariot Warrior'〉. 《Jahrbuch für kleinasiatische Forschung》. 309–324쪽. OCLC 55568033.
- REVIV, H. (1972). 《Some Comments on the Maryannu》. 《Israel Exploration Journal》 22. 218–228쪽. JSTOR 27925358.